# مستلزمات عسكرية
مستلزمات عسكرية هي عبارة عن مجموعة من العدد والأسلحة والذخيرة، وتصنف أيضا من الإمدادت والطعام والشراب والمتلزمات الطبية من مستلزمات الجيش، ولعبت مستلزمات الجيش دور كبير فمثلًا في الحرب العالمية الأولى في خنادق البريطانيون كان عندما يصاب أحد يجدوا المستلزمات الطبية وفي خنادق وكهوف الالمان كان يوجد المستلزمات العسكرية من الذخيرة والأسلحة وتعتبر القنابل بجميع انواعها من المستلزمات العسكرية فخلفت المستلزمات العسكرية انقاذ كثير من البشر وفي حتي المدن في حروب كان المشردين المدنين يذهبون لمناطق الجيش وتقوم مستلزمات الجيش بخدمة المدنين مثل حرب اليابان أمريكا في الهجمة البحرية كان الأطباء العسكرين يعالجون الجرحى المدنيين.